# Stemma del Regno d'Italia (1805-1814)

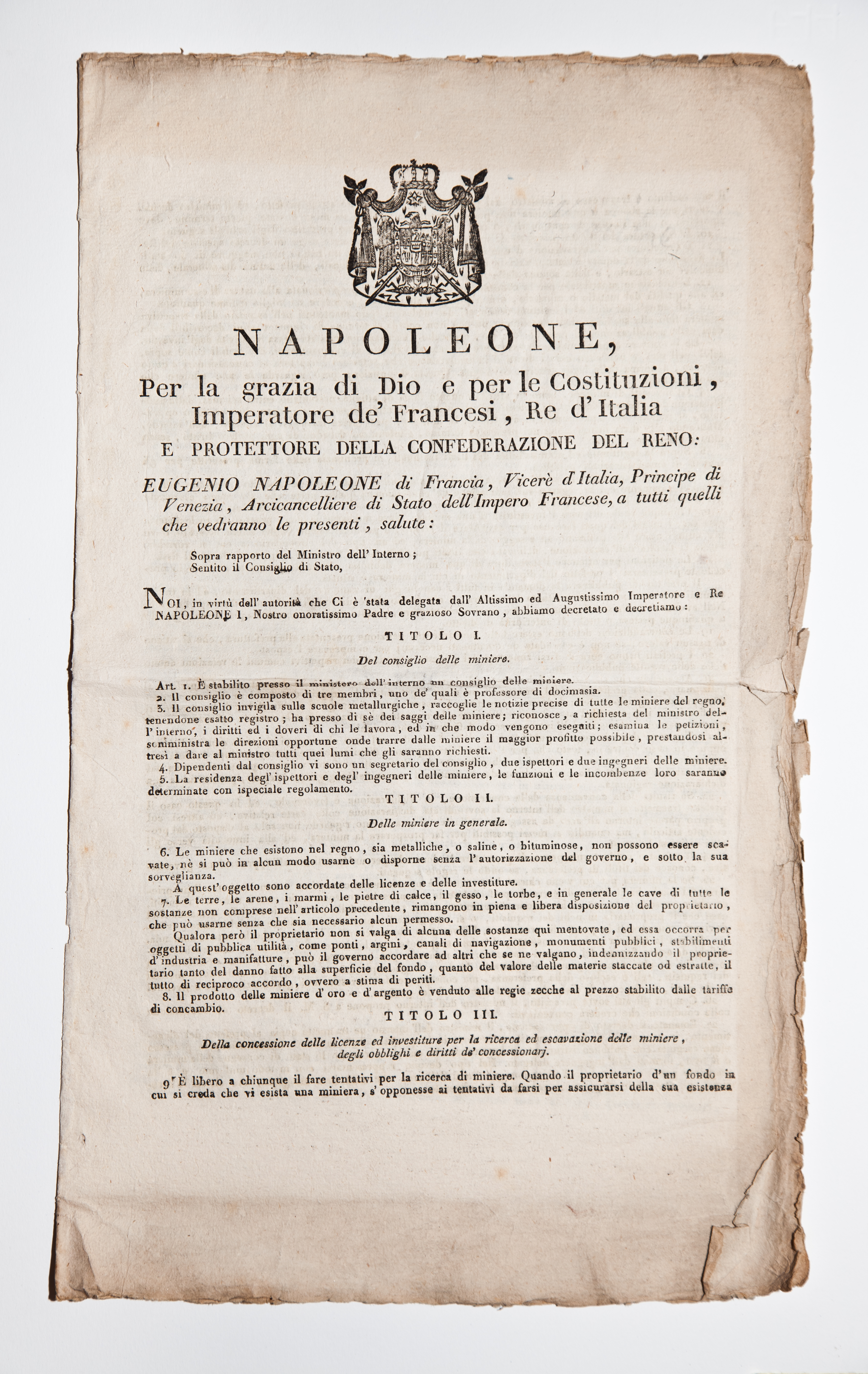
Decreto del Regno con lo stemma

Lo stemma del Regno d'Italia venne usato nel periodo in cui Napoleone governò l'Italia come re d'Italia, dal 1805 al 1814.

Stemma del Regno d'Italia

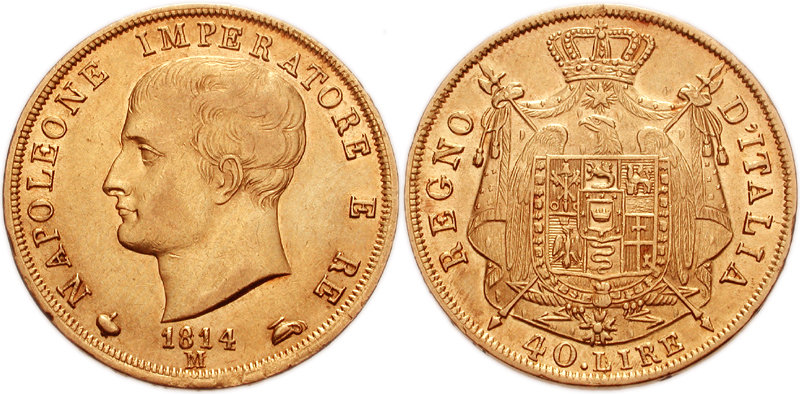
Moneta da 40 lire

Lo scudo dello stemma è interzato in palo (tre divisioni verticali di eguale spessore).
- Prima partizione: nella parte superiore è posizionato il gonfalone papale con le chiavi di San Pietro (per le ex Romagne e Marche pontificie), mentre nella parte inferiore è presente l'aquila bianca del Casato d'Este (per l'ex Ducato di Modena e Reggio).
- Seconda partizione: il biscione, il serpente milanese della famiglia Visconti (per l'ex Ducato di Milano).
- Terza partizione: nella parte superiore figura il Leone di San Marco con un cappello frigio rosso (di Venezia, brisura, per l'ex Repubblica di Venezia), mentre nella parte inferiore è posizionata una croce bianca in campo rosso (per il Regno di Sardegna), con una torre d'argento (per Rovigo e Feltre).
- Scudo: al centro dello scudo maggiore è presente uno scudo più piccolo d'oro con una corona di ferro a sei punte (la Corona ferrea), all'interno di un bordo rosso con otto anelli argentati (per la Lombardia).[1]

Lo scudo è circondato dal collare d'oro della Legion d'Onore e addossato ad un'aquila napoleonica impugnante una folgore, alle cui spalle sono poste due alabarde incrociate. Sopra l'aquila è presente la stella napoleonica. Lo stemma è inserito entro un mantello verde d'ermellino ed è sormontato dalla corona reale in oro.
Gli stemmi dei principati furono nel progetto originario alterati: il campo azzurro degli stemmi del Veneto ed Estense fu mutato in verde; verde fu anche la biscia viscontea. Lo stemma di Bologna, d'argento alla croce di rosso, fu invertito nei colori, e tale rimase nel disegno definitivo. Per gli stati Parmensi si utilizzò il palo di Gonfalonieri papali della famiglia Farnese, per evitare i gigli.
Una più completa descrizione araldica dello stemma del regno d'Italia è la seguente:
Interzato in palo: nel 1°: troncato in a) di rosso al gonfalone della Chiesa d'oro caricato dalle «sacre chiavi» (per l'ex Ducato di Parma e Piacenza), in b) di azzurro all'aquila d'argento col volo abbassato, coronata e membrata d'oro (d'Este, per l'ex Ducato di Modena e Reggio); nel 2° d'argento al biscione visconteo di verde squamato e coronato d'oro, ingollante un fanciullo di rosso (dei Visconti, per l'ex Ducato di Milano), nel 3° troncato: in a) di azzurro al leone di San Marco d'oro, cinto da un cappello frigio di rosso di Venezia, brisura, per il Veneto); in b) di rosso alla croce d'argento attraversata in capo da un lambello (per Bologna, brisura), e cantonata nel 4° quarto da una torre pure d'argento (per Rovigo e Feltre); sul tutto lo scudetto del regno italico: di verde alla corona radiata d'oro, alias d'oro alla corona radiata d'argento. Lo scudo è accollato all'aquila napoleonica d'oro sormontata da una stella d'oro a 5 punte, caricata dalla lettera N di nero e raggiante; gli artigli dell'aquila tengono i fulmini; attorno allo scudo è il collare della Legion d'Onore.
Manto di velluto verde e ricami argentei, soppannato da ermellino, sostenuto da due alabarde decussate e movente dalla corona del Regno Italico, che ha il cerchio composto di foglie d'alloro, ed è chiusa da 5 semicerchi (visibili) perlati e sostenenti il globo crociato.

Questo stemma può essere ammirato nelle monete coniate dal regno e nei documenti prodotti.

## Galleria d'immagini

Stemma del Regno
Stemma completo del Regno
Stemma con scudo circolare